# Proleb
Proleb est une commune autrichienne du district de Leoben en Styrie.